# Manuel de Melo Cardoso Barata
Manuel de Melo Cardoso Barata (Belém do Pará, 4 de agosto de 1841 — 14 de outubro de 1916) foi um político e historiador brasileiro. Era filho de ricos fazendeiros da ilha de Marajó e formou-se pela Faculdade de Direito do Recife. Participou das campanhas abolicionista e republicana. Senador pelo Pará, foi membro do Instituto Histórico e Geográfico Brasileiro.

## Biografia
Manuel Barata nasceu em Belém no dia 4 de agosto de 1841, filho de Manuel José de Melo Freire Barata e de Jacinta Maria de Melo Freire Barata. Como seu pai era um abastado fazendeiro na ilha de Marajó, grande proprietário de imóveis na cidade de Belém e capitão da Guarda Nacional, teve as condições necessárias para sair de Belém e cursar a Faculdade de Direito do Recife, pela qual se formou em 1872 em ciências jurídicas e sociais.
Em 1878 foi subdelegado do 1º Distrito de Belém e entre 1879 e 1882 foi vereador na Câmara Municipal da mesma cidade.
Em 1886 participou da fundação do Clube Republicano do Pará, associação criada com o intuito de propagar os ideais republicanos na província. Foi seu vice-presidente em 1887 e presidente em 1888, quando também fez parte da comissão de elaboração do estatuto do Clube.

### República
Logo após a proclamação da República, em 15 de novembro de 1889, foi deposto o então presidente da província do Pará, o monarquista Antônio José Ferreira Braga. Dois dias depois foi empossada uma junta governativa provisória, chefiada pelo doutor Justo Leite Chermont e composta pelo tenente-coronel Bento José Fernandes Júnior e pelo capitão-de-fragata José Maria do Nascimento.
Em 17 de dezembro Justo Chermont e Manuel Barata foram nomeados pelo governo provisório chefiado pelo marechal Deodoro da Fonseca, respectivamente, governador e vice-governador do Pará.
Realizadas as eleições para o Congresso Nacional Constituinte em setembro de 1890, Manuel Barata foi eleito senador pelo Pará. Assumiu o mandato em 15 de novembro e foi um dos signatários da Constituição de 24 de fevereiro de 1891. Sucessivamente reeleito, permaneceu no Senado até 1906, quando decidiu afastar-se da vida política a fim de dedicar-se à pesquisa histórica.

### Morte
Faleceu em Belém do Pará, no dia 13 de outubro de 1916.

## Legado
Foi sócio honorário do Instituto Histórico e Geográfico Brasileiro (IHGB), onde se encontram depositadas sua biblioteca de obras raras sobre o Brasil e, especialmente, sobre a Amazônia, além de sua opulenta coleção de mapas.
Para homenageá-lo, o IHGB colocou na antessala de consulta seu retrato a óleo, como guardião dos amantes da literatura histórica. Foi membro, também, dos Institutos Históricos de São Paulo, Bahia e Ceará. Escreveu diversos manuscritos de cunho genealógico referentes ao Pará, o que lhe valeu o título de patrono da cadeira número 20 do Colégio Brasileiro de Genealogia.

## Obras
Entre as suas publicações, destacam-se os seguintes trabalhos: Formação histórica do Pará: obras reunidas (reeditado em 1973), Fundação de Belém: estudo da história paraense com documentos inéditos (1904), A jornada de Francisco Caldeira de Castello Branco (1904), A Confederação dos Tamoios (1905) e Antiga produção e exportação do Pará (1915).
- Formação histórica do Pará: obras reunidas. Belém: Universidade Federal do Pará, 1973. 376 p. il. Edição comemorativa do sesquicentenário da adesão do Pará a independência política do Brasil.
- Fundação de Belém: estudo da história paraense com documentos inéditos. Rio de Janeiro: Companhia Tipográfica do Brasil, 1904.
- A jornada de Francisco Caldeira de Castello Branco. Rio de Janeiro: Companhia Tipográfica do Brasil, 1904.
- Apontamentos para as Efemérides Paraenses - com diversos verbetes de interesse genealógico;
- Jornada de Francisco Caldeira Castello Branco – Fundação de Belém – Estudo da História Paraense com documentos inéditos – 1904;
- A Antiga Produção e Exportação do Pará - estudo histórico-econômico - 1915 - com apontamentos genealógicos dos donatários;
- A Capela de Santo Cristo - Anuário de Belém;
- As Principais Ruas de Belém;
- A Primeira Loja Maçônica no Pará - Folha do Norte – 1911;
- O Clube Republicano do Pará - O Estado do Pará - 1912;
- Nome das ruas e numeração das casas de Belém - Folha do Norte - 1915;
- A Capitania de Camutá – com apontamentos genealógicos dos donatários;
- A Iluminação Pública - Folha do Norte – 1915;
- Val-de-Cães - Folha do Norte – com apontamentos genealógicos dos proprietários;
- Apontamentos Genealógicos do Coronel Francisco José Rodrigues Barata - Códice do final do século XIX. Manuscrito. Coleção particular da Família Barata;
- Apontamentos Genealógicos do Coronel Manuel Joaquim Pereira de Souza Castilho Fey - Códice do final do século XIX. Manuscrito. Coleção particular da Família Barata;
- Apontamentos Genealógicos do Visconde de Cabo Frio - Códice do final do século XIX. Manuscrito. Coleção do Instituto Histórico e Geográfico Brasileiro;
- Apontamentos Genealógicos do Visconde de Cabo Frio - Códice do final do século XIX. Manuscrito. Coleção particular da família Campos da Paz;
- Apontamentos Genealógicos da Família Chermont - Códice do final do século XIX. Manuscrito. Coleção da Família Campos da Paz;
- Origine de La Famile Guérin de Chermont, Paris, 1900 - conde de Cardez. Este trabalho foi levantado pelo conde de Cardez, em 1900, a pedido do Senador e Historiador paraense Manuel de Mello Cardoso Barata. Manuscrito. Coleção da Família Chermont de Miranda.